# André Gobert
André Maurice Henri Gobert (Paris, 30 de Setembro de 1890 - Paris, 6 de Dezembro de 1951) foi um tenista francês.
Ganhador de dois torneios de Roland Garros: 1911,  e  1920.